# Brimstone (film)
Brimstone is een Nederlands-Amerikaans-Frans-Duits-Belgisch-Zweeds en Britse western-thrillerfilm uit 2016, geschreven en geregisseerd door Martin Koolhoven. De film ging op 3 september 2016 in première op het filmfestival van Venetië en werd daarna ook geselecteerd voor het internationaal filmfestival van Toronto.
De film bestaat uit vier episodes, Openbaring, Exodus, Genesis en Vergelding genaamd. Naar eigen zeggen liet Koolhoven zich voor deze film inspireren door The Night of the Hunter uit 1955, waarin Robert Mitchum een moordzuchtige dominee speelt. Op internationale filmfestivals werd de film in 2016 als een opmerkelijk en origineel werkstuk ontvangen. De latere ontvangst door de filmkritiek van Nederland, waar de film vanaf 12 januari 2017 vertoond werd, was unaniem positief.

## Verhaal
Het verhaal speelt zich af in Amerika, ergens in de tweede helft van de negentiende eeuw.
De vier hoofdstukken volgen elkaar niet chronologisch op. De chronologische volgorde is 3, 2, 1, 4.

### 1. Revelation(Openbaring)
Liz is een vroedvrouw die niet kan praten. Ze woont samen met haar man Eli, haar dochter Sam en haar stiefzoon Matthew op een boerderij. Als in het dorp een nieuwe dominee verschijnt, schiet ze direct in de stress als ze alleen maar zijn stem hoort. Langzaamaan wordt steeds duidelijker dat haar angst gegrond bleek. Ook al gelooft Eli dat er andere redenen zijn, gebeuren er steeds vaker verschrikkelijke dingen op hun boerderij. De dominee wordt steeds dreigender en het hoofdstuk eindigt in een climax waarin hij Eli vermoordt en Liz (samen met haar kinderen) op de vlucht slaat.

### 2. Exodus
Het meisje Joanna raakt uitgeput in de woestijn. Een Chinees gezin vindt haar en neemt haar mee. Ze wordt in een bar/bordeel in het mijnstadje Bismuth verkocht aan de uitbater Frank, die een waar schrikbewind voert. Sally, de prostituee die zich over haar had ontfermd, moet het uiteindelijk met haar leven bekopen. Als een klant die haar mishandelt, zich dreigt te vergrijpen aan Joanna, schiet Sally hem neer, waarna zij moet hangen aan de galg. Jaren later is Joanna volwassen en blijkt ze dezelfde persoon als de hoofdrolspeelster uit het eerste hoofdstuk. Het leven is niet veel beter, zo blijkt als haar vriendin Elizabeth (die ook prostitueert) voor straf haar tong wordt afgesneden door Frank. Als de dominee verschijnt, kiest hij Joanna uit om mee naar een peeskamer te gaan. Hij zegt met haar te willen trouwen, maar Joanna weigert. Het loopt uit op een afranseling, maar als Elizabeth tussenbeide springt met een mes, moet ze het met haar leven bekopen; de dominee steekt haar neer.
Joanna grijpt het mes en snijdt de strot van de dominee door. Ze neemt de identiteit over van haar vriendin Elizabeth om zo te kunnen vluchten naar de man die (via een huwelijksmakelaar) op het punt stond met haar te trouwen. Hiervoor moet ze eerst haar tong afsnijden.

### 3. Genesis
In de woestijn liggen een aantal mannen en paarden levenloos en bebloed op de grond. Een vogelvrije bandiet (Samuel) leeft nog en gaat er met de buit vandoor. 
Joanna woont op een boerderij waarbij duidelijk wordt dat de dominee haar vader is. Haar moeder weigert met hem naar bed te gaan, tot diens grote woede. Hij kastijdt haar en in de kerk vernedert hij haar voor de hele gemeente. De verzwakte passant Samuel vindt in het geheim bij Joanna onderdak in de schuur. Als haar moeder het leven niet meer ziet zitten door haar wrede man en zichzelf ophangt, wordt Joanna het volgende slachtoffer. De dominee wil met haar trouwen, maar wordt tegengehouden door Samuel, ook al moet die het met zijn leven bekopen.
Joanna wordt dezelfde dag nog verkracht door haar vader. De volgende ochtend slaat ze op de vlucht.

### 4. Retribution(Vergelding)
De volwassen Liz is nog altijd op de vlucht voor haar vader, de dominee. Samen met haar kinderen is ze onderweg naar de vader van Eli. In een besneeuwd bos wordt haar stiefzoon Matthew door de dominee neergeschoten en als ze bij Eli's vader aankomen wordt deze nog diezelfde avond vermoord. De dominee zegt dat hij alles waar Liz van houdt van haar af zal pakken. Het wordt duidelijk dat hij hetzelfde van plan is met haar dochter wat hij ooit met Liz gedaan heeft. Liz wordt vastgebonden en Sam krijgt zweepslagen van hem. Voor hij haar kan aanranden, weet Liz los te komen en hem door het raam naar buiten te schieten.
Een tijd later lijkt alles over. Liz is een houtzagerij begonnen en lijkt gelukkig met haar dochter Sam. Maar een sheriff blijkt op zoek naar haar voor de moord op Frank. Voor ze Liz/Joanna redde blijkt ze de pooier Frank vermoord te hebben. Als Liz geboeid op een boot het water oversteekt, laat ze zichzelf in het water vallen en verdrinkt.
Jaren later is de houtzagerij van Liz' dochter Sam. Ze herinnert zich haar moeder als een strijdbare vrouw en vertelt dat ze altijd het gevoel heeft gehad dat haar moeder over haar waakt.

## Rolverdeling
| Acteur             | Personage        |
| ------------------ | ---------------- |
| Dakota Fanning     | Liz / Joanna     |
| Emilia Jones       | Joanna           |
| Guy Pearce         | De Dominee       |
| Kit Harington      | Samuel           |
| Carice van Houten  | Anna             |
| Paul Anderson      | Frank            |
| Ivy George         | Sam              |
| Carla Juri         | Elizabeth Brundy |
| William Houston    | Eli              |
| Jack Hollington    | Matthew          |
| Jack Roth          | Wolf             |
| Vera Vitali        | Sally            |
| Frederick Schmidt  | Sheriff Zeke     |
| Adrian Sparks      | Vader van Eli    |
| Bill Tangradi      | Nathan           |
| Charlotte Croft    | Abigail          |
| Peter Blankenstein | Man in duel      |

## Achtergrond

### Productie
Koolhoven vertelde in een interview met het NRC Handelsblad dat hij altijd al een western heeft willen maken. Hij zei altijd fan te zijn geweest van spaghettiwesterns, maar dat het behouden van een Nederlandse invalshoek belangrijk voor hem was. Bovendien putte hij inspiratie uit zijn gelovige opvoeding. Hij heeft ruim drie jaar aan het scenario gewerkt en schreef hoofdzakelijk in zijn eentje. Daarna liet hij het Nederlandse scenario vertalen. Hij verwachtte een budget van tussen de acht en elf miljoen euro nodig te hebben en ging uit van een draaiperiode van 70 dagen. In mei 2011 maakte hij bekend te werken aan dit project.
Op zoek naar acteurs, stuurde Koolhoven het scenario naar verschillende agentschappen, maar aanvankelijk kreeg hij geen aandacht. Hij huurde een Engelse castingdirector in (Des Hamilton) die het scenario bij de grote agenciey's in de Verenigde Staten neerlegde; Koolhoven werd binnen 24 uur teruggebeld door geïnteresseerden. In de herfst van 2014 werd het project grootschalig opgepakt door Hollywood en na de bekendmaking van de cast in februari 2015 wist producent Els Vandevorst op het internationaal filmfestival van Berlijn verscheidene financiers aan te trekken. Het hoge budget dankte Koolhoven aan de naamsbekendheid van zijn cast, maar hij wilde wel controle houden over de eindmontage van de film.
Aanvankelijk liet Koolhoven weten dat hij verwachtte dat de opnamen zouden beginnen in de zomer van 2014 in onder andere Canada, maar de financiering duurde uiteindelijk langer. In februari 2015 werd de cast onthuld. Verwacht werd dat de film af zou zijn in mei 2016.
Uiteindelijk gingen de opnamen in juni 2015 van start in Duitsland. In deze maand kwam ook het nieuws dat Dakota Fanning en Kit Harington de rollen zouden overnemen van respectievelijk Mia Wasikowska en Robert Pattinson. Fanning werd al eerder benaderd voor de hoofdrol, maar kon aanvankelijk vanwege haar medewerking aan andere projecten de rol niet accepteren. Omdat er werd geschoven met de draaiperiode, accepteerde ze in juni 2015 de rol alsnog. Een beoogde release werd gegeven voor het najaar van 2016. Later volgden er nog opnamen in Spanje, Oostenrijk en Hongarije.
Fanning prees in een interview met VPRO Cinema het "in detail uitgewerkte" script en omschreef Koolhovens regiestijl als "zeer direct".
De realistische weergave van geweld in de film is Koolhovens reactie op het "cartooneske Hollywood-geweld" waarin een exploderend hoofd bijna grappig aandoet: "Het karikaturiseren van geweld is denk ik niet goed. Als je eerlijk bent over geweld, zie je ook wat het doet met een mensenleven." Koolhovens realisme bestaat onder meer uit een scène waarin een personage van achteren een kogel in zijn hoofd krijgt, waarop diens oog rood wordt: "Ik had uitgezocht wat er gebeurt als een kogel van achteren tegen je oog aantikt, nou, dat dus."

### Muziek
De originele filmmuziek werd gecomponeerd door Tom Holkenborg, beter bekend als Junkie XL. Hij werd hiermee gevraagd omdat Koolhoven zeer enthousiast was over een van zijn vorige werken Black Mass. Inspiratie voor deze film haalde hij voornamelijk uit de muziek Passacaglia in c-mineur van Johann Sebastian Bach. De muziek werd opgenomen in Brussel door een orkest onder leiding van Gavin Greenaway.

## Ontvangst
Vanaf 3 september 2016 werd Brimstone op een aantal internationale filmfestivals vertoond in Venetië, Toronto en Londen. De film was opvallend genoeg om besproken te worden, waarbij niet vaak een relatie met andere westerns werd gelegd, wel met de protestantse wortels van Nederland. Op 12 januari 2017 volgde de Nederlandse première. De ontvangst in de Nederlandse filmkritiek was unaniem positief, de Nederlandse critici hadden de beschikking over meer begeleidende interviews met de regisseur dan de eerdere recensenten en maakten vaak melding van de door hem genoemde inspiratiebron The Night of the Hunter, soms aangevuld met een vergelijking met de spaghettiwesterns van Sergio Leone.

### Internationaal
In een artikel dat een interview met de regisseur combineert met een recensie, spreekt Xochitl Pena van de Amerikaanse The Desert Sun van een 'donkere en aangrijpende' western met een 'boeiend en angstaanjagend' verhaal. Pena signaleert enkele overeenkomsten met de stijl van Quentin Tarantino: een sterke vrouw als protagonist, het onomwonden geweld en de niet-chronologische vertelwijze. Het grote verschil is evenwel dat in Brimstone de beeldtaal en de actie sterker zijn dan de dialogen.
Owen Gleiberman van het Amerikaanse tijdschrift Variety zag de film op het filmfestival van Venetië en ziet de steeds dieper in het verleden afdalende vertelstructuur, die hij vergelijkt met het toneelstuk Betrayal van Harold Pinter, als de grootste bron van genot, omdat de kijker steeds meer greep op het verhaal krijgt naarmate de film zijn "heart of darkness" nadert. Voor zover de film een thema kent, aldus Gleiberman, is het dat incest de demon in de kast is. Het zieke aan de dominee, die Gleiberman vergelijkt met Freddy Krueger, is niet alleen wat hij doet, maar dat hij meent dat hij daarmee in zijn recht staat. Gleiberman ziet dit thema als typisch Nederlands omdat dit land en speciaal Amsterdam sinds de jaren zestig veel liberaler is tegenover jeugdige seksualiteit dan andere landen.
Ter gelegenheid van het Toronto Film Festival besprak Richard Lawson de film voor het Amerikaanse blad Vanity Fair als de belangrijkste van vijf films die de moeite van het bekijken waard zijn maar weinig kans maken op prijzen of commercieel succes. Hij ziet het vrouwelijke hoofdpersonage als een Job-achtige figuur en hoewel de film verschrikkelijk is om naar te kijken is het ook een mooi, vreemd en grimmig portret van de Amerikaanse frontier gezien door een Europeaanse verbeelding, waartussen Lawson ook momenten van lieflijkheid, waardigheid en humaniteit ontwaart.
De Engelse Independent gaf de film vier sterren en roemde hoe de film onder je huid kruipt, maar Methods unsound gaf de film slechts 1 ster en noemde de film gespeend van elke nuance. Het meest positief was comingsoon.net, dat de film na het zien op het filmfestival in Londen een gruwelijk meesterwerk noemde.
De CEO en oprichter van IMDb zag de film in Toronto, noemde Brimstone een van de beste van 2016 en zette hem in de lijst van films die hij hoger dan het cijfer 9 gaf.
In Europa werd de film beter ontvangen dan in de Verenigde Staten. Ook in Groot-Brittannië kreeg de film bij de reguliere bioscooprelease vooral goede recensies. Zo schrijft The Hollywood News dat het hier “een van de meest intense westerns aller tijden” betreft en geeft de film vier sterren en noemt Peter Bradshaw van The Guardian de film aangrijpend, roemt hij de films operateske momenten, alhoewel hij het slot minder goed vindt en geeft de film drie sterren.
Cult-reviewer Mark Kermode heeft gemengde gevoelens, maar is uiteindelijk positief.
Uiteindelijk werd Brimstone aan meer dan 80 landen verkocht.

### Nederland
Filmcriticus Ab Zagt van het Algemeen Dagblad noemde het 'een bizarre ambitie' van de regisseur om een western met een Nederlandse identiteit te maken, maar meende dat het resultaat 'een van de beste Europese westerns aller tijden' genoemd kan worden en gaf de film vier van de maximaal vijf sterren. Zagt noemde de film het magnum opus van regisseur Koolhoven en prees de acteerprestatie van Pearce.
Dezelfde score behaalde de film in Nieuwe Revu, dat eveneens het spel van Pearce prees en de wereld van de film omschreef als 'een uniek en eigen universum', 'gruwelijk en meedogenloos', een inktzwart universum zonder plaats voor lichte toetsen. Volgens het blad sluit de film aan op de cynische westerns van Sergio Leone.
Berend Jan Bockting van de Volkskrant prijst de verteltechniek, waarbij opmerkelijke scènes pas in het verdere verloop van de film op hun plaats vallen, wat komt door de omgekeerde chronologische vertelwijze. Behalve de thema's wraak, religie en vrijheid noemt Bockting ook westernclichés als de rolverdeling tussen mannen en vrouwen, die de film doorbreekt: in plaats van een dominante man kent Brimstone een geestelijk en seksueel gestoorde man die zijn vrouw alleen met mishandeling onder de duim weet te houden. De acteerpretatie van Carice van Houten is voor Bockting 'een onvergetelijke bijrol'. Daar staat tegenover dat het gekozen vertelprocedé de film niet alleen een eigen identiteit verleent, maar ook een zekere afstandelijkheid in de hand werkt. Bovendien werd de rol van Pearce nogal vet aangezet, 'meer filmschurk dan waarachtige engerd', in de stijl van de moordzuchtige predikant die Robert Mitchum speelde in de film The Night of the Hunter, door regisseur Koolhoven als inspiratiebron opgevoerd. Bockting geeft de film drie uit maximaal vijf sterren.
Ronald Rovers van dagblad Trouw kende de film, die hij omschrijft als een 'bloeddorstige en barokke western', vier sterren toe. Hij noemde het spel van Fanning 'fantastisch', maar prees vooral de filmische vormgeving die de verhaalwereld bijna tastbaar maakt: de kijker ervaart de geur van hout en het gewicht van de muilkorf van Liz bijna zelf. Hoewel de regisseur hier en daar overdrijft, geeft dit de film het rauwe realisme mee dat bij het verhaal past. Van overdrijving is volgens Kees Driessen van Vrij Nederland juist geen sprake, of het moest de discussie zijn die over het geweld in de film ontstond, maar wordt niets te veel en alles net genoeg uitvergroot. Het camerawerk van Rogier Stoffers is van een mooi ingetogen, epische adem.
In september brak Brimstone het record Gouden Kalveren dat een Nederlandse film ooit won: zes, inclusief Beste Film en Beste Regie.
De Kring van Nederlandse Filmjournalisten (KNF) riep Brimstone uit tot Beste Nederlandse Film van 2017.

### Prijzen
- Nominatie Gouden Leeuw, Filmfestival Venetië
- Winnaar Gouden Film
- Winnaar Gouden Pen, Martin Koolhoven
- Nominatie Beste Film in the Official Competition, London Film Festival
- Nominatie PFS Award (Human Rights), Political Film Society, USA
- Nominatie Audience Award (Best Narrative Feature), Palm Springs International Film Festival
- Winnaar Best Foreign Western Movie gekozen door de lezers van True West Magazine
- Winnaar Ensor (filmprijs), Beste Co-productie, Filmfestival Oostende
- Nominatie International Ecumenical Award, voor Beste Film, Miskolc International Film Festival
- Nominatie Gouden Kalf (filmprijs) voor Beste Vrouwelijke Bijrol (Carice van Houten)
- Nominatie Gouden Kalf (filmprijs) voor Beste Editor (Job ter Burg)
- Nominatie Gouden Kalf (filmprijs) voor Beste Scenario (Martin Koolhoven)
- Winnaar Gouden Kalf (filmprijs) voor Beste Sound Design (Herman Pieëte)
- Winnaar Gouden Kalf (filmprijs) voor Beste Production Design (Floris Vos)
- Winnaar Gouden Kalf (filmprijs) voor Beste Muziek (Tom Holkenborg)
- Winnaar Gouden Kalf (filmprijs) voor Beste Camera (Rogier Stoffers)
- Winnaar Gouden Kalf (filmprijs) voor Beste Regie (Martin Koolhoven)
- Winnaar Gouden Kalf (filmprijs) voor Beste Film (Els Vandevorst)
- Nominatie Best Feature Length Film, Official Fantastic Competition, Filmfestival van Sitges
- Nominatie Golden Frog, Rogier Stoffers, The International Film Festival of the Art of Cinematography Camerimage
- Winnaar European Film Award, European Hair & Makeup Artist, European Film Academy (Leendert van Nimwegen)
- Winnaar Beste Nederlandse Film 2017, Kring van Nederlandse Filmjournalisten (KNF)
- Nominatie Zilveren Krulstaart 2017, voor Beste Lange Film, vakprijs voor scenario's (Martin Koolhoven)
- Winnaar DirectorsNL Award 2018, voor Beste Speelfilm, DDG/Vevam vakprijs voor regisseurs (Martin Koolhoven)
- Nominatie Beste Internationale Film, The Saturn Awards.
- Nominatie Beste Film, Emeric Pressburger Prize, CineFest - Miskolc International Film Festival, Hongarije
- Winnaar Beste lange Film,  Almería Western Filmfestival, Spanje